# Praça e monumento a Garibaldi

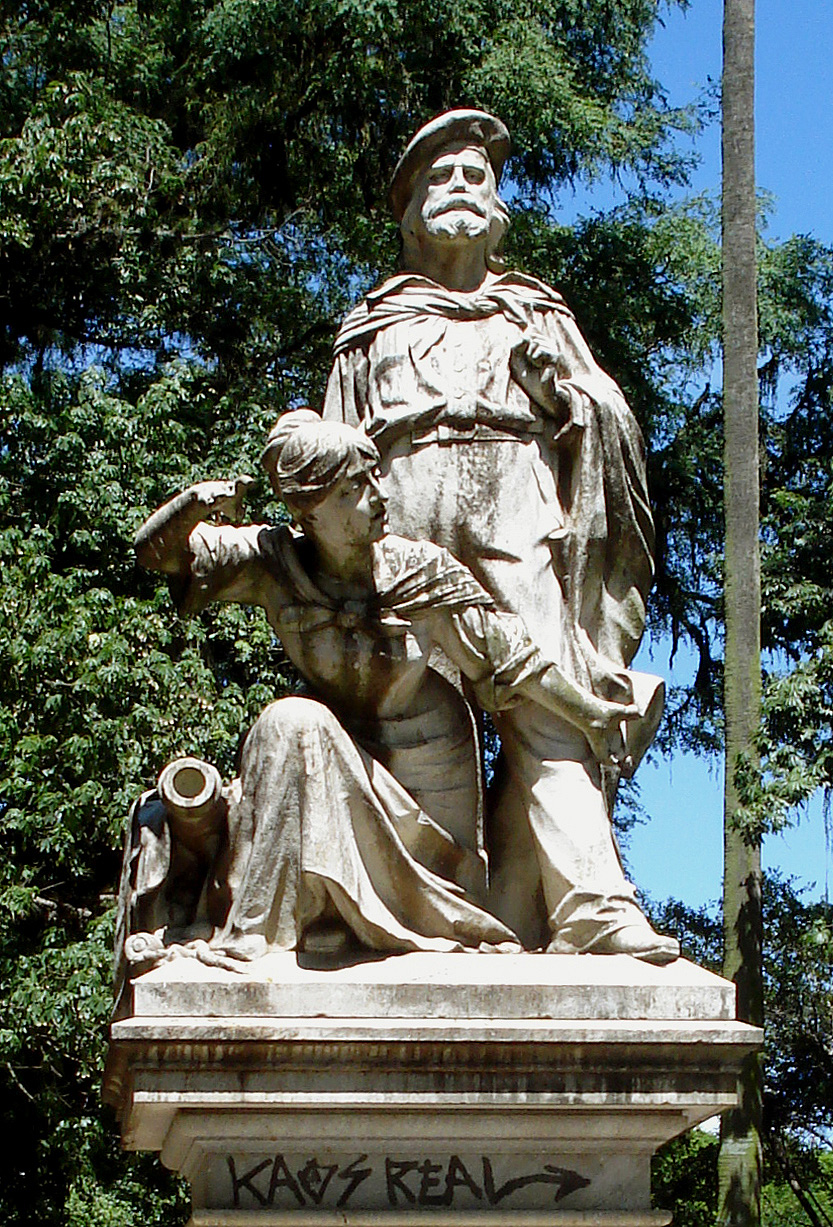
O Monumento a Giuseppe e Anita Garibaldi.

A Praça Garibaldi é um logradouro de Porto Alegre, limitado pelas ruas Lobo da Costa e José do Patrocínio, e pelas avenidas Venâncio Aires e Érico Veríssimo, no bairro do Menino Deus.
Sua história iniciou em 1873, quando o município adquiriu a grande área do Potreiro da Várzea, da qual fazia parte, para organização de um loteamento, preservando parte para constituição de um logradouro público. Nesta criação a praça ainda fazia limite com o antigo leito do Arroio Dilúvio. Ainda sem urbanização, foi denominada Praça da Concórdia, cuja primeira menção é de 1884 em crônica de Felicíssimo de Azevedo incluída em seu livro Cousas Municipais, ainda que só tenha aparecido nos mapas oficiais da cidade em 1903, quando começou a ser ajardinada em função do início das obras de retificação do Arroio.
Mas desde a década de 1880 já se registravam solicitações para a construção nela de um mercado, que só viria a ser erguido também em 1903, junto da ponte do Riacho. Este mercadinho serviu como ponto de comércio de peixes e ao seu lado também foi construída uma escadaria para acesso e desembarque de mercadorias que chegavam pela via fluvial.
Sua denominação atual foi estabelecida em 4 de julho de 1907, no centenário de Giuseppe Garibaldi, e nesta ocasião foram realizadas algumas benfeitorias, como a instalação de um gradil para proteção dos jardins. Em 1913 foi erguido o Monumento a Garibaldi.
Em 1931 o prefeito Alberto Bins relatava que havia ordenado ampliação e reforma da praça, completando seu ajardinamento, aterrando o lado fronteiriço ao Arroio, drenando o local e colocando uma cerca, bem como aterrando e nivelando uma área adjacente no lado da atual rua Olavo Bilac com vistas à futura construção de uma área para esportes.
Com o progresso da retificação do Arroio Dilúvio foi criada uma nova fração no limite sul, onde se levantou na década de 1960 um outro mercado, que não obstante teve vida curta, sendo demolido pouco depois para a execução do Projeto Renascença, de urbanização da antiga Ilhota e abertura da avenida Érico Veríssimo, o que veio a reduzir a extensão da Praça Garibaldi obrigando ao transplante de algumas de suas palmeiras.
Atualmente o logradouro é fracamente urbanizado, contando apenas com passeios de saibro, uma pequena área de lazer infantil e algumas luminárias e bancos de descanso, além do já citado Monumento a Garibaldi.

## Monumento a Garibaldi
Erguido para comemorar a memória do combatente italiano, conhecido como o Herói de dois Mundos, o monumento é resultado de uma iniciativa da comunidade italiana no Rio Grande do Sul, que realizou uma subscrição para seu custeio, com as esculturas criadas por Giuseppe Gaudenzi, sendo inaugurado em 20 de setembro de 1913 e dedicado ao povo riograndense, segundo reza a inscrição de seu pedestal:
- GIUSEPPE E ANNITA GARIBALDI -
AI
RIO GRANDENSI
LA COLONIA ITALIANA
- XX SETTEMBRE MCMXIII -
A obra consiste de um pedestal de corte quadrado, em mármore, com coroas de carvalho e louro esculpidas nas laterais, servido como base para um grupo escultórico também em mármore figurando o casal Giuseppe e Anita.
Concebido de acordo com a iconografia idealista típica dos monumentos do início do século XIX, o grupo apresenta Anita ajoelhada à frente e à direira de Giuseppe, em uma atitude dinâmica como se em plena organização de uma ação que se desenrola, invisível, à sua frente, com os braços em direções opostas como a dar ordens ou indicar caminhos, e com o vulto em expressão enérgica e inspirada, ainda que serena. Ligeiramente atrás dela se ergue Giuseppe, de pé, com boina cobrindo a cabeça e um grande manto lançado sobre suas costas caindo pelo seu lado esquerdo, com a perna esquerda descansando à frente e apoiando o peso na perna direita recuada e em sua espada, que toca o solo atrás de si segura pela sua mão direita. Sua atitude é de soberano desprendimento e tranqüilidade, contrastando com o dinamismo da figura de Anita, como a apenas supervisionar a ação por ele planejada da qual sua mulher parece ser o agente executivo. Completa o grupo um pequeno canhão à direita de Anita.

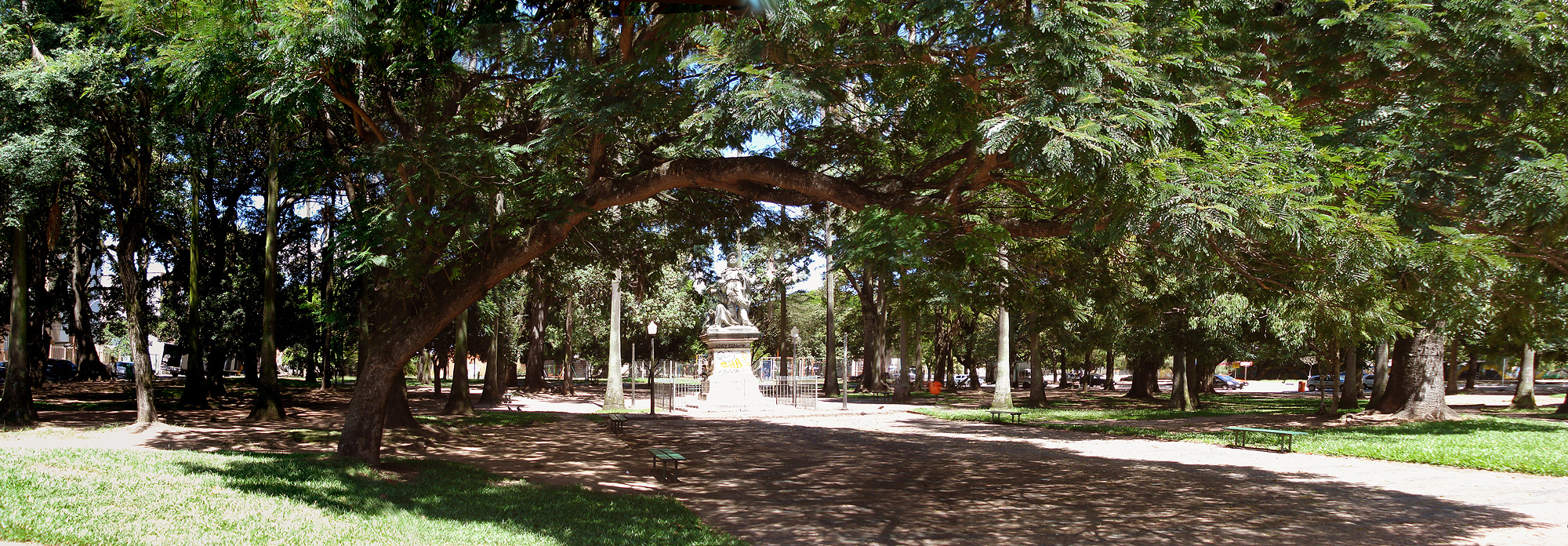
Vista da Praça Garibaldi, com o monumento ao herói italiano ao centro.